# Tlaxcala
Tlaxcala é um dos 31 Estados do México, localizado no centro do país que formam o Distrito Federal de 32 estados do México. É o estado com a menor área de todas as entidades, exceto o Distrito Federal. 
Em tempos pré-hispânicos, Tlaxcala foi uma das nações que mantiveram a sua independência do Império Asteca. Até hoje segue mantendo parte de seu pré-nacionalismo pré-hispânico. A cidade colonial de Tlaxcala foi fundada em 1520 por Hernán Cortez. 
Suas principais atividades agrícolas são o cultivo de milho, cevada, feijão, abóbora, e tomate. Entre os principais produtos de exportação de carne, leite e touros, porcos, cavalos, cabras, galinhas, perus e abelhas. Atividade em culturas de frutas incluem pêssego, maçã, pêra e ameixa. 
A altitude média é de 2230 metros, resultando em um clima quente e úmido na parte centro-sul do estado, semi-frio e úmido na parte norte e frio perto do vulcão Malintzin. 